# Mario Kreutzberger
Mario Luis Kreutzberger Blumenfeld (Talca, 28 de desembre de 1940), internacionalment conegut com a Don Francisco, és un presentador de televisió i filantrop xilè d'origen jueu.
La seva fama va ser adquirida gràcies al seu programa Sábado gigante, produït entre 1962 i 2015, i que va arribar a emetre's en 43 països. Artífex de croades solidàries, la seva principal obra és ser el creador a Xile de la Teletón, una campanya de beneficència destinada a nens amb discapacitat motriu.

## Biografia

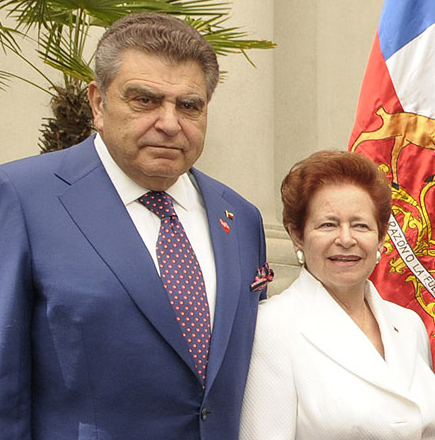
Kreutzberger i la seva esposa, Teresa Muchnick.

Mario Kreutzberger va néixer el 28 de desembre de 1940, fill de Erich Kreutzberger i Annie Blumenfeld, un matrimoni de jueus alemanys que havien arribat a Xile aquest mateix any, fugint de la Segona Guerra Mundial. El seu pare, després del seu naixement, va decidir emigrar de Talca a Santiago i continuar amb el seu negoci de sastrería. Mentre cursava la seva educació primària al Liceu Comunal de Ñuñoa, i amb un caràcter molt tímid aleshores, va deixar els seus estudis per un breu període i es va dedicar a treballar en el negoci del seu pare.
En el segon any de l'ensenyament secundari, deixa el col·legi per dedicar-se a vendre roba a províncies. No obstant això, les seves qualitats histriòniques —heretades de la seva mare— el porten a animar esdeveniments en les seves estones lliures, arribant a actuar al Club Israelita Macabbi, del qual era membre. En aquest lloc va néixer el personatge Don Francisco Zisiguen González, un jueu alemany que contava acudits sobre l'escenari que, amb el temps, donaria origen al seu pseudònim «Don Francisco». En aquest club va conèixer a Teresa Muchnick, àlies Temmy, amb qui es casaria i tindria tres fills: Patricio, Vivian —coneguda com a «Vivi»— i Francisco (comunicador audiovisual).
Després de viatjar als Estats Units per un any a estudiar disseny de vestuari, als 21 anys decideix que la televisió seria la seva carrera. Aleshores, aquest mitjà de comunicació recentment començava les seves transmissions a Xile, i el seu desenvolupament es va produir només després de la realització al país de la Copa Mundial de Futbol de 1962. I encara que el risc en aquest llavors era alt, la fascinació que la televisió estatunidenca havia causat en ell era més gran.
Amb el suport de la seva mare, passa un any esperant fora de l'oficina d'Eduardo Tironi —director executiu de la cadena de televisió xilena Universidad Católica de Chile Televisión el 1962— per parlar dels seus projectes, fins que aquest li brinda una oportunitat de treball.

## Carrera mediàtica

### Sábado gigante

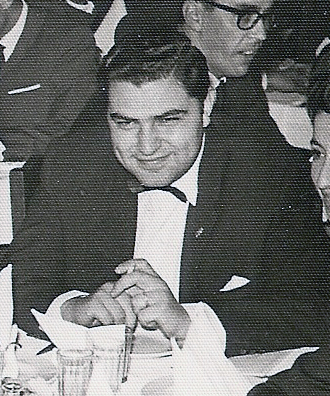
Mario Kreutzberger el 1965.

Una vegada dins del món de la televisió, la seva primera labor va ser conduir Show dominical, programa que va debutar a l'agost de 1962 i va estar a l'aire menys d'un mes, després de la qual cosa va ser acomiadat. El reclam del públic —que ja el feia el seu favorit— va fer que el recontractessin i Show dominical va tornar a les pantalles. El 1965 el programa va canviar als dies dissabtes i es va passar a denominar Sábados gigantes.
En un començament, els mitjans de comunicació chileens van criticar massivament al presentador, acusant-lo de no ser professional i de burlar-se dels concursants i públic del seu programa. Així, decideix innovar en la tradicional manera de produir programes d'aquest llavors, i contracta periodistas que ho assessoren en el contingut del seu programa.
Malgrat les críticas, el programa era un èxit d'audiència a Xile. Transmès en directe, en els anys 1970 i 1980 el programa obtenia prop del vuitanta per cent de sintonia, i era la companyia obligada per les famílies xilenes durant les tardes de dissabte.

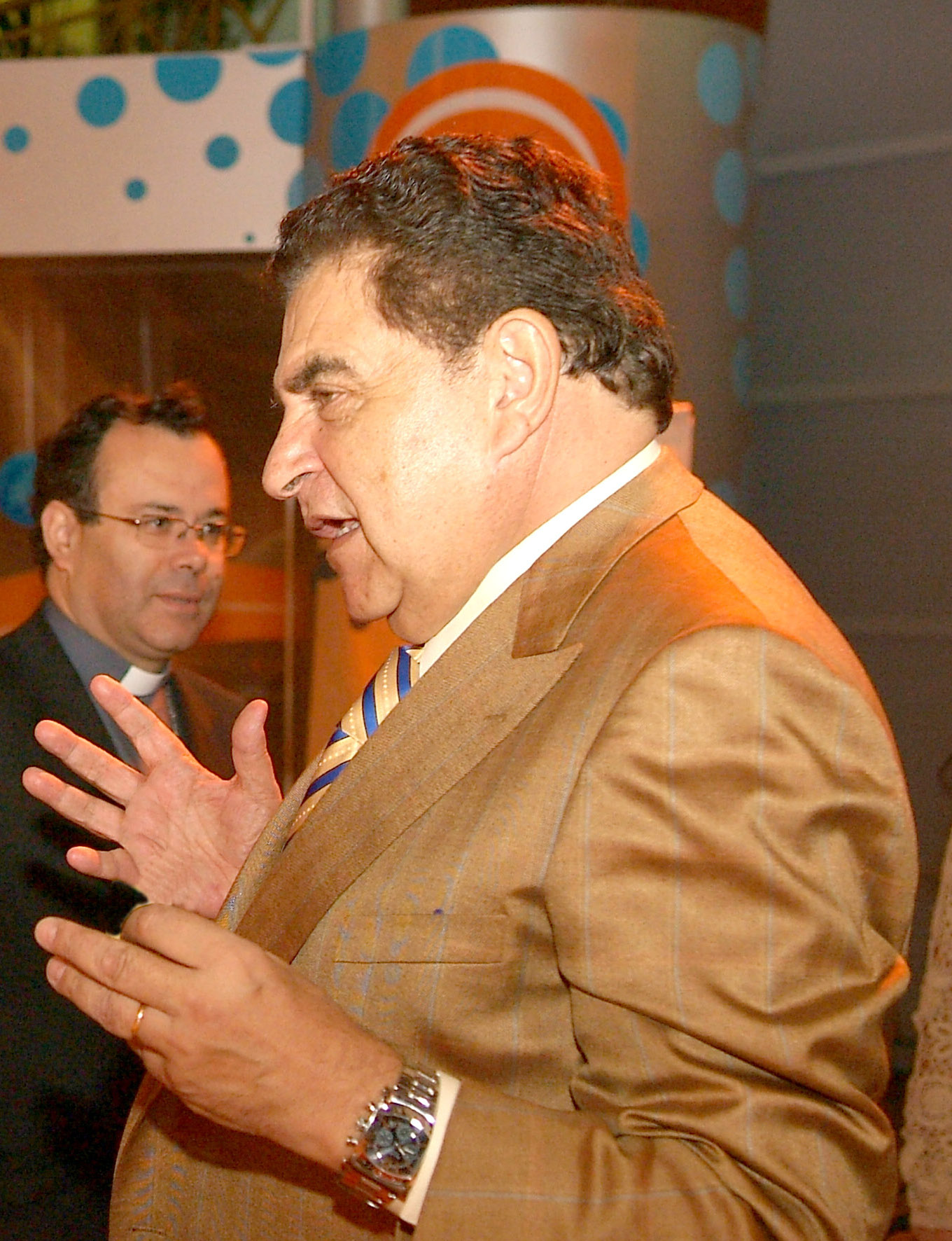
Mario Kreutzberger "Don Francisco" en un esdeveniment del Canal 13, on hi ha romàs durant 57 anys.

A Don Francisco li agrada fer bromes, per això en el seu programa es fan acudits i burles sovint. En la seva època de major èxit —al començament de la dècada de 1980— Sábados gigantes va donar pas a la realització d'un nou programa, amb format late show i conduït per Don Francisco, Noche de gigantes, que va ser transmès en Xile des de 1980 fins a 1987, i en els els Estats Units des de 1988 fins a 1993.
Producte de l'èxit indiscutit del programa a Xile, Don Francisco va iniciar un desafiament encara major, en decidir la internacionalització del seu programa. Joaquín Blaya, aleshores màxim executiu de la cadena Spanish International Network (SIN) (actualment Univision), li dona l'oportunitat d'ingressar a la televisió hispana de Miami, Florida. Així, el 1986 es transmet el primer Sábado gigante per al públic llatí dels Estats Units. En un començament —i fins a 1988—, aquesta versió del programa va ser conduïda per l'actor cubà Rolando Barral, i coanimada per Don Francisco, llavors un desconegut per a aquest públic.
Durant el període de 1986 a 1992, Don Francisco va viatjar constantment entre Miami i Santiago de Xile per realitzar dues versions del seu programa. Des de 1994, decideix radicar-se als Estats Units, i produir Sábado gigante —que va eliminar les "s" del seu nom original— de manera íntegra en els estudis de Univision en Miami, Florida, distribuint així els continguts a diferents televisions de 43 països, fins al final del programa, el 19 de setembre de 2015.
Al maig de 2007, Don Francisco va signar un acord amb Univision, que li permetrà percebre 12,7 milions de dòlars per any en la conducció de Sábado gigante; i 2,8 milions de dòlars addicionals a l'any per la seva participació en el programa Don Francisco presenta.
El programa televisiu va entrar als Rècord Guiness com el programa de varietat (Longest Running TV Variety) amb més hores de transmissió (més de 14 mil hores) en els seus cinquanta anys de vida.
Després de la fi de Sábado gigante, Don Francisco va marxar a Telemundo, on va animar Don Francisco te invita entre 2016 i 2018, programa de converses similar al Don Francisco presenta que conduïa a Univision. Durant 2017 i 2018 va animar al costat de Martín Cárcamo el seu nou programa ¿Qué dice el público? de Canal 13, que reuneix els millors moments de Sábado gigante. El 2019 es va acabar el seu contracte amb Canal 13 després de 57 anys de permanència, tanmateix va tornar al canal a l'octubre d'aquest mateix any.

### Altres projectes
Don Francisco ha publicat dues autobiografies: la primera, ¿Quién soy?, va ser publicada a finals de 1987; i la segona, Entre la espada y la TV, va ser llançada a l'abril de 2002. El segon llibre, escrit amb ajuda del periodista Mauricio Montaldo i editat per l'escriptor Poli Délano, va ser presentat pel president Ricardo Lagos.
D'altra banda, ha editat sis discs: Don Francisco, Bailando Bailongo con Don Francisco, Celebremos con bailongos, Tropilé, El Pachi-Pachi i Mi homenaje gigante a la música norteña.

## Compromís social
La labor social de l'animador ha anat de la mà de la seva carrera televisiva. Don Francisco ha encapçalat reeixides campanyes solidàries, com ara Chile ayuda a Chile (per als terratrèmols de 1985 i 2010), La Campaña del Kilo (recol·lecció de queviures després del al·luvió d'Antofagasta el 1991), i labors benèfiques a favor d'Unicef i l'Organització Panamericana de la Salut.
No obstant això, la campanya solidària més reeixida del conductor és la Teletón, la qual el va portar actualment a presidir el Directori d'ORITEL al costat del President del Directori Teletón Chile, Carlos Alberto Délano, qui ocupa la Vicepresidència de l'Organització Internacional de Teletons.

### Teletón

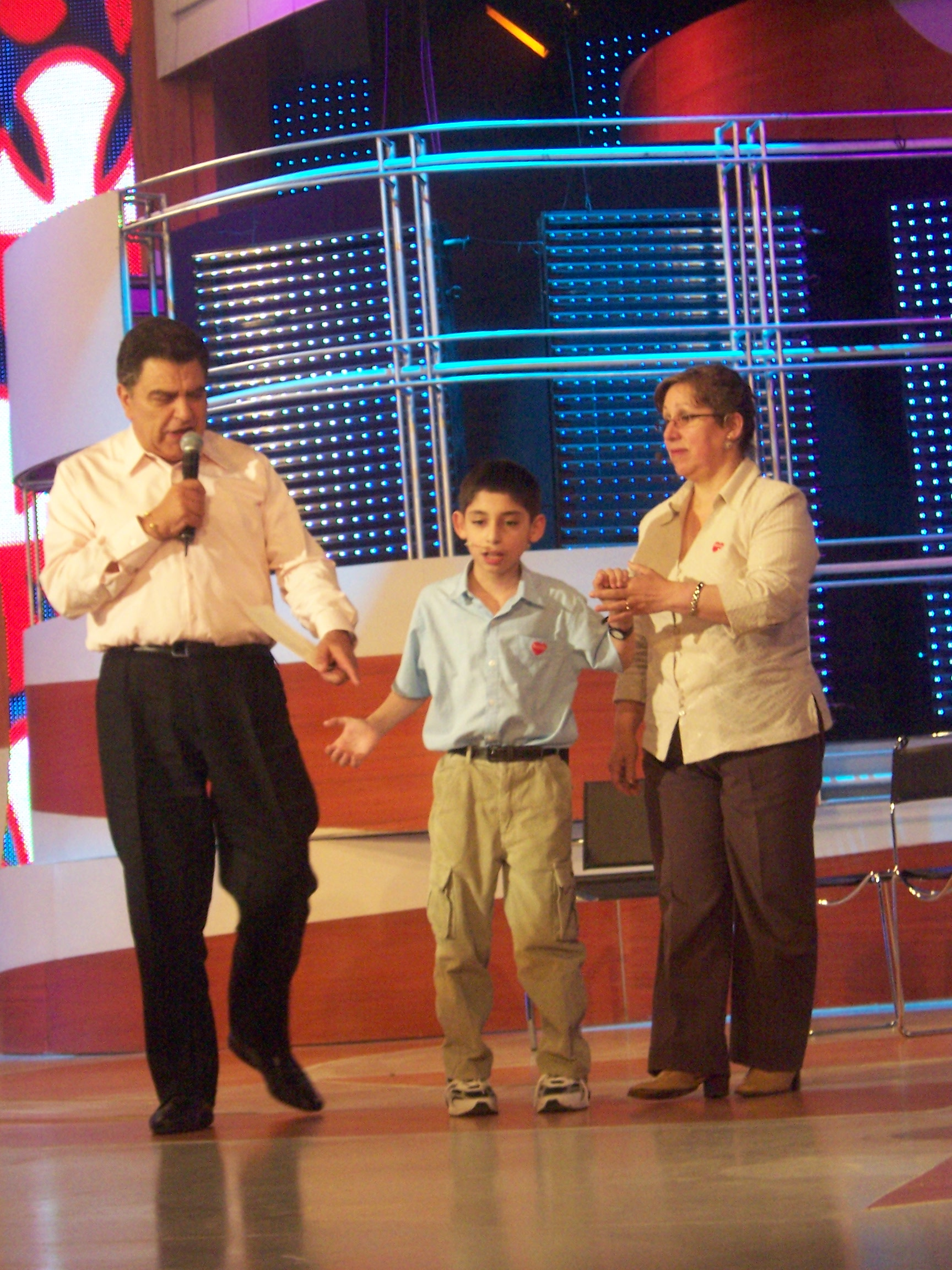
Don Francisco durant la Teletón 2007.

A finalitats de la dècada de 1970, Don Francisco gaudia de la més alta popularitat a Xile. Tanmateix l'animador sentia que havia de fer una aportació concreta al públic xilè que l'havia portat fins a l'èxit. Amb això en ment, va idear una campanya benèfica que lliuraria aportacions en diners a un determinat grup amb alguna mena de necessitat.
El 1975 juntament amb el periodista Héctor Olave, veuen la Telethon contra la distròfia muscular del comediant estatunidenc Jerry Lewis, que al començament de la dècada de 1950 a The Colgate Comedy Hour, amb Dean Martin, fomentava la donació per a la cura de la discapacitat. Prop de l'any 1958, la dupla Martin i Lewis organitzen un telemarató que reuneix 1 milió de dòlars de l'època. A mitjan anys 1970, el telemarató de Lewis portava 21 hores de transmissió i la manera de recaptar diners va ser copiada per Kreutzberger, qui ja havia fet campanyes televisades per al·luvions, ajuda al Perú, en els anys precedents. Això coincideix quan, en un dels seus reportatges de la secció de Sábados Gigantes «Ud. no conoce Chile», mostra el cas d'un nen discapacitat que havia estat lligat per la seva mare per a evitar danyar als seus germans.
Coincidentment, és convidat a una edició del programa de televisió Dingolondango, de la xarxa estatal de televisió xilena TVN, on havia de donar diners a una organització benèfica. Va ser en aquest moment quan va conèixer Ernesto Rosenfeld, president de la Sociedad Pro-Ayuda al Niño Lisiado, a qui va donar 15.000 dòlars de llavors, i que li va convidar a conèixer l'obra que ell encapçalava.
Així, es va acostar i va decidir que els nens minusvàlids serien el grup al qual la seva nova campanya ajudaria. Després de la decisió, va proposar la idea al directori de la Societat, i es va comprometre a recaptar un milió de dòlars per a ells.
Aquesta va ser la gènesi de la Teletón, campanya solidària que —imitant l'experiència nord-americana iniciada per l'actor Jerry Lewis— recapta diners per als nens minusvàlids de Xile, a través d'un programa de televisió de 27 hores ininterrompudes de durada, produït i transmès per totes les cadenes de televisió d'aquest país, i en la qual participen tots els mitjans de comunicació escrits i radials, alhora que genera milions de dòlars en utilitats per a les empreses associades amb la campanya.
Les recaptacions de Teletón —des del seu inici al desembre de 1978— sumen més de 436 milions de dòlars, i han permès la construcció de catorze instituts de rehabilitació infantil arreu de Xile. A més, l'exemple xilè ha estat pres per altres països llatinoamericans, qui desenvolupen les seves pròpies campanyes solidàries. No obstant això, es considera que la gran aportació d'aquesta croada ha estat la integració i compromís social respecte del tema de la discapacitat.

## Filmografia

### Televisió

#### Com a presentador
| Programa | Any(s)                     | Canal(s)  | Notes |
| --- | -------------------------- | --------- | --- |
| Sábado gigante NomsShow dominical (1962-1964) Sábados alegres (1964-1965) Sábados gigantes (1965-1991) Sábado gigante internacional (1986-2015) | 1962-1992                  | Canal 13  | Misceli. Fou emès a Xile fins 2012. |
| Sábado gigante NomsShow dominical (1962-1964) Sábados alegres (1964-1965) Sábados gigantes (1965-1991) Sábado gigante internacional (1986-2015) | 1986-2015                  | Univision | Misceli. Fou emès a Xile fins 2012. |
| Noche de gigantes | 1978-1992                  | Canal 13  | Programa d'entrevistes. |
| Noche de gigantes | 1991-1992                  | Univision | Programa d'entrevistes. |
| Los gigantes del mundial | 1978-1998                  | Canal 13  | Microprograma rrealitzat durant les copes mundials de futbol de 1978, 1982, 1986, 1990, 1994 i 1998; a Xile, acompanyat del presentador César Antonio Santis des de 1978 fins a 1986 |
| Teletón Chile | 1978-                      | Diversos  | Teletón solidària. |
| Veinte años junto a usted | 1979                       | Canal 13  | Sèrie commemorativa del 20è aniversari de la Corporació de Televisió de la Universitat Catòlica de Xile.                                                                             |
| Chile ayuda a Chile | 1985                       | Canal 13  | Telemarató solidària. Realitzada amb motiu del terratrèmol d'Algarrobo de 1985. |
| Treinta años junto a usted | 1989                       | Canal 13  | Sèrie commemorativa del 30è aniversari de la Corporació de Televisió de la Universitat Catòlica de Xile.                                                                             |
| Noche de paz | 1992-1995                  | Canal 13  | Microprograma estelar realitzado la nit de Nadal. |
| Gigante y usted | 1995-1998                  | Canal 13  | Programa d'entrevistes. |
| Vamos chilenos | 1997                       | Canal 13  | Microprograma realitzat després de la classificació de Xile a la Copa Mundial de Futbol de 1998.                                                                                     |
| Cuarenta años juntos | 1999                       | Canal 13  | Sèrie commemorativa del 40è aniversari del Canal 13. |
| ¿Quién quiere ser millonario? | 2001-2003                  | Canal 13  | Concurs. Versió xilena de la llicència anglesa Who Wants to Be a Millionaire?. |
| Don Francisco presenta | 2001-2012                  | Univision | Programa d'entrevistes. |
| Trato hecho | 2004                       | Canal 13  | Concurs. Versió xilena de la llicència anglesa Deal or No Deal. |
| ¿Quién merece ser millonario? | 2006-2010                  | Canal 13  | Concurs. Versió xilena de la llicència anglesa Who Wants to Be a Millionaire?. |
| Huan Ying: Bienvenidos a China | 2008                       | Canal 13  | Documental. Realitzat amb motiu dels Jocs Olímpics de Pequín 2008. |
| Las cuatro caras de La Moneda / Las dos caras de La Moneda / Las caras de La Moneda                                                             | 2009-2010, 2013-2014, 2017 | Canal 13  | Entrevistes polítiques. Realitzat amb motiu de les eleccions presidencials de 2009-2010, 2013 i 2017.                                                                                |
| Unidos por Haití | 2010                       | Univision | Campanya solidària. Realitzada amb motiu del terratrèmol d'Haití de 2010. |
| Chile ayuda a Chile | 2010                       | Diversos  | Telemarató solidària. Realitzada amb motiu del terratrèmol de Xile de 2010. |
| Umbingelelo: Bienvenidos a Sudáfrica | 2010                       | Canal 13  | Documental. Realizado amb motiu de la Copa Mundial de la FIFA Sudáfrica 2010. |
| Atrapa los millones | 2012-2013                  | Canal 13  | Concurs. Versió xilena de la llicència anglesa The Million Pound Drop Live. |
| Estamos invitados | 2014                       | Canal 13  | Programa d'entrevistes. |
| ¿Qué le pasa a Chile? | 2015                       | Canal 13  | Microespai d'entrevistes polítiques emès al noticiari Teletrece. |
| Usted no reconoce a Chile | 2015-2017                  | Canal 13  | Documental. Basat en la secció Usted no conoce a Chile de Sábado gigante. |
| Don Francisco te invita | 2016-2018                  | Telemundo | Programa d'entrevistes. |
| ¿Qué dice el público? | 2017-2018                  | Canal 13  | Programa basat en els concursos de Sábado gigante. Conduït amb Martín Cárcamo. |

#### Altres aparicions
| Programa                      | Any(s)    | Canal                        | Notes                                                            |
| ----------------------------- | --------- | ---------------------------- | ---------------------------------------------------------------- |
| Kukulina Show                 | 1974      | Televisión Nacional de Chile | Convidat.                                                        |
| Una vez más                   | 1988-1996 | Canal 13                     | Convidat.                                                        |
| Festival OTI de la cançó 1989 | 1989      | Univision                    | Rol de continuïtat. Conduït per Lucy Pereda i Antonio Vodanovic. |
| Noche de ronda                | 1993-1998 | Canal 13                     | Convidat.                                                        |
| Viva el lunes                 | 1996-2000 | Canal 13                     | Convidat.                                                        |
| JM por siempre                | 2008      | Canal 13                     | Convidat.                                                        |
| TV o no TV                    | 2009      | Canal 13                     | Entrevistat.                                                     |
| Mariposa de barrio            | 2017      | Telemundo                    | Cameo.                                                           |

### Cinema
| Títol                  | Any  | Paper      |
| ---------------------- | ---- | ---------- |
| Ayúdeme usted compadre | 1968 | Ell mateix |
| El ciudadano Kramer    | 2013 | Ell mateix |
| Los 33                 | 2015 | Ell mateix |

## Discografia

### Àlbums d'estudi
- Don Francisco (1968)
- Bailando Bailongo con Don Francisco (1981)
- Celebremos con Bailongos (1983)
- Tropilé (1986)
- El Pachi Pachi (1994)
- Mi Homenaje Gigante a la Música Norteña (2004)

### Senzills
- El Bailongo/El Mordisco (1981)

### Col·laboracions
- Oiga, Don Francisco (1973) de Mandolino.